# Селлени, Йозеф
Йозеф Селлени (нем. Joseph Sellény; 2 февраля 1824[…] или 3 февраля 1824, Унтермайдлинг — 22 мая 1875[…], Инцерсдорф) — австрийский художник.

## Жизнь и творчество
Йозеф Селлени учился в венской Академии изобразительных искусств. После её окончания предпринял совместно с художником Эдуардом Эндером путешествие по Тиролю и Северной Италии, завершившееся в Венеции. Получив стипендию венской Академии, Селлени в 1854—1855 годах совершил учебную поездку в Рим и Неаполь.
В 1857—1859 годах художник принял участие в австрийской кругосветной экспедиции Новара. Во время этого плавания он создал большое количество акварелей, эскизов и набросков, которые впоследствии послужили основой для литографий, иллюстрировавших эту экспедицию. Позднее Селлени сопровождал эрцгерцога Максимилиана в его путешествии по Северной Африке, к островам Зелёного Мыса, к Канарским островам и в Бразилию. После всех этих поездок Селлени жил в Вене как свободный художник. Скончался в больнице для нервнобольных в венском пригороде Инцерсдорф (ныне — часть венского района Лизинг).
Йозеф Селлени рисовал преимущественно пейзажи. Все его акварели созданы или с натуры, или в его художественном ателье с эскизов, написанных на природе. Селлени добился успеха также как ландшафтный архитектор: так, по его эскизам были разбиты парки при дворце Мирамар в Триесте, на императорской вилле в Бад-Ишле, а также Венский городской парк (совместно с Рудольфом Зибеком).

## Избранные произведения
- Остров Св. Павла
- Мадейра
- Скальный храм в Махамалайпуре
- Мыс Доброй Надежды
- Австралийские джунгли